# 4min15 au révélateur
Pour plus de détails, voir Fiche technique et Distribution.
4min15 au révélateur est un court métrage d'animation expérimental canadien réalisé par Moïa Jobin-Paré et sorti en 2015.

## Fiche technique
- Titre : 4min15 au révélateur
- Réalisation : Moïa Jobin-Paré
- Animation : Moïa Jobin-Paré
- Montage : Moïa Jobin-Paré
- Son : Simon Elmaleh
- Producteur : Moïa Jobin-Paré
- Coproduction : La Bande Vidéo
- Pays d'origine :  Canada
- Durée : 4 minutes 44
- Dates de sortie : 
  -  France : 13 juin 2016 (Festival international du film d'animation d'Annecy)

## Distinctions
- Mention Spéciale du Jury aux Sommets du cinéma d'animation 2016 à Montréal (Canada).
- Prix Labo du Centre d'Art Contemporain Genève au Festival international du cinéma d'animation Animatou 2016 à Genève (Suisse).
- Mention Honorable de l'Institut Canadien du film au Festival international du film d'animation d'Ottawa 2016.
- Il remporte le prix du film « Off-Limits » à l'édition 2016 du festival international du film d'animation d'Annecy.
- Prix d'une résidence de 3 mois au 21/MQ au Tricky Women/Tricky Realities 2016 à Vienne (Autriche).
- Mention Spéciale du Jury au Cinema on the Bayou Film Festival 2016 à Lafayette (États-Unis).
- Mention Honorable du Jury au Festival international du film Etiuda & Anima 2015 à Cracovie (Pologne).
- The Borderlands Award au StopTrik International Film Festival 2015 à Maribor (Slovénie)